# Finale della Coppa UEFA 1987-1988
La finale della 17ª edizione della Coppa UEFA fu disputata in gara d'andata e ritorno tra Bayer Leverkusen ed Español. Il 4 maggio 1988 allo Stadio di Sarriá di Barcellona la partita, arbitrata dal cecoslovacco Dušan Krchňák, finì 3-0 per i catalani.
La gara di ritorno si disputò dopo due settimane all'Ulrich-Haberland-Stadion di Leverkusen e fu arbitrata dall'olandese Jan Keizer. Il match terminò 3-0 per i teutonici. Ai rigori la squadra tedesca occidentale ebbe la meglio per 3-2.

## Le squadre
| Squadre          | Partecipazioni precedenti (il grassetto indica la vittoria) |
| ---------------- | ----------------------------------------------------------- |
| Bayer Leverkusen | Nessuna                                                     |
| Español          | Nessuna                                                     |

## Il cammino verso la finale
L'Español (denominazione del club Espanyol fino al 1995)  di Javier Clemente esordì contro i tedeschi occidentali del Borussia M'gladbach vincendo con un risultato complessivo di 5-1. Nel secondo turno gli spagnoli affrontarono gli italiani del Milan, battendoli 2-0 a domicilio (sebbene la gara fu disputata a Lecce) e impattando 0-0 in casa. Agli ottavi di finale gli italiani dell'Inter furono sconfitti con un risultato aggregato di 2-1. Ai quarti i Periquitos affrontarono i cecoslovacchi del Vítkovice, superandoli grazie al 2-0 casalingo e al pareggio a reti inviolate in trasferta. In semifinale i belgi del Club Bruges vinsero in casa 2-0, ma furono battuti col medesimo risultato al ritorno. L'Español raggiunse la finale grazie a un gol di Pichi Alonso all'ultimo minuto dei tempi supplementari.
Il Bayer Leverkusen di Erich Ribbeck iniziò il cammino europeo contro gli austriaci dell'Austria Vienna vincendo con un risultato complessivo di 5-1. Nel secondo turno i tedeschi occidentali affrontarono i francesi del Tolosa, battendoli con un risultato totale di 2-1. Agli ottavi gli olandesi del Feyenoord furono battuti col risultato aggregato di 3-2. Ai quarti di finale i Werkself affrontarono gli spagnoli del Barcellona e passarono il turno grazie alla vittoriosa trasferta al Camp Nou per 1-0, dopo che l'andata a Leverkusen si concluse a reti inviolate. In semifinale il derby col Werder Brema fu deciso dall'unica rete del doppio confronto di Alois Reinhardt, nella gara d'andata. Il Leverkusen giunse così in finale imbattuto.

## Le partite
A Barcellona si affrontano l'Español e il Bayer Leverkusen, entrambe alla prima finale di una competizione europea. La partita è molto corretta da ambo le parti e si sblocca solo sul finire del primo tempo con un colpo di testa di Sebastián Losada. Il secondo tempo si apre con la rete al quarto minuto di Miquel Soler, che sfrutta una situazione confusa in area e segna di piatto destro. Dieci minuti dopo ancora Losada di testa per il 3-0 che sembra già consegnare virtualmente la coppa ai catalani.
A Leverkusen la squadra padrona di casa è chiamata all'impresa per ribaltare il 3-0 subito al Sarriá. Il primo tempo termina a reti inviolate, ma il secondo vede una prestazione disastrosa dei Blanquiblaus che subiscono tre reti in 25 minuti ad opera di Tita, Falko Götz e Cha Bum-Kun. Si va ai supplementari e successivamente ai rigori, dove l'Español vede sfumare il sogno europeo a causa degli errori in sequenza dal dischetto di Santiago Urquiaga, Manuel Zúñiga e Losada.

## Tabellini

### Andata
| Arbitro: | Krchňák |

|                           |           |  |
| Losada 44’, 56’ Soler 48’ | Marcatori |  |

| Español | Bayer Leverkusen |

|                 |    |                               |  |     |
|                 |    |                               |  |     |
| P               | 1  | Thomas N'Kono                 |  |     |
| D               | 2  | Job                           |  |     |
| D               | 5  | Miguel Ángel García Domínguez |  |     |
| D               | 4  | José María Gallart            |  |     |
| C               | 3  | Miquel Soler                  |  |     |
| C               | 6  | Diego Orejuela                |  | 66’ |
| C               | 7  | Santiago Urquiaga             |  |     |
| C               | 8  | Iñaki                         |  |     |
| A               | 9  | Ernesto Valverde              |  |     |
| A               | 10 | Pichi Alonso                  |  | 69’ |
| A               | 11 | Sebastián Losada              |  |     |
| Sostituzioni:   |    |                               |  |     |
| D               | 12 | Joan Golobart                 |  | 66’ |
| C               | 14 | John Lauridsen                |  | 69’ |
| Allenatore:     |    |                               |  |     |
| Javier Clemente |    |                               |  |     |

|               |    |                       |     |     |
|               |    |                       |     |     |
|               |    |                       |     |     |
| P             | 1  | Rüdiger Vollborn      |     |     |
| D             | 2  | Wolfgang Rolff        |     |     |
| D             | 3  | Jean-Pierre de Keyser |     |     |
| D             | 4  | Alois Reinhardt       |     |     |
| D             | 5  | Florian Hinterberger  |     |     |
| C             | 7  | Cha Bum-Kun           |     | 18’ |
| C             | 6  | Andrzej Buncol        |     |     |
| C             | 8  | Ralf Falkenmayer      |     | 75’ |
| C             | 10 | Tita                  |     |     |
| A             | 9  | Herbert Waas          |     |     |
| A             | 11 | Klaus Täuber          | 54’ |     |
| Sostituzioni: |    |                       |     |     |
| C             | 12 | Falko Götz            |     | 18’ |
| C             | 14 | Knut Reinhardt        |     | 75’ |
| Allenatore:   |    |                       |     |     |
| Erich Ribbeck |    |                       |     |     |

### Ritorno
| Arbitro: | Keizer |

|                                   |                      |                                         |
| Tita 56’ Götz 63’ Cha Bum-Kun 81’ | Marcatori            |                                         |
| Falkenmayer Rolff Waas Täuber     | Tiri di rigore 3 – 2 | Pichi Alonso Job Urquiaga Zúñiga Losada |

| Bayer Leverkusen | Español |

|               |    |                    |     |     |
|               |    |                    |     |     |
|               |    |                    |     |     |
| P             | 1  | Rüdiger Vollborn   |     |     |
| D             | 2  | Wolfgang Rolff     |     |     |
| D             | 3  | Erich Seckler      |     |     |
| D             | 4  | Alois Reinhardt    | 2’  |     |
| D             | 5  | Knut Reinhardt     | 88’ |     |
| C             | 11 | Christian Schreier |     | 46’ |
| C             | 6  | Andrzej Buncol     |     |     |
| C             | 8  | Ralf Falkenmayer   |     |     |
| A             | 7  | Cha Bum-Kun        |     |     |
| A             | 9  | Falko Götz         |     |     |
| A             | 10 | Tita               |     | 60’ |
| Sostituzioni: |    |                    |     |     |
| A             | 12 | Herbert Waas       |     | 46’ |
| A             | 14 | Klaus Täuber       |     | 60’ |
| Allenatore:   |    |                    |     |     |
| Erich Ribbeck |    |                    |     |     |

|                 |    |                               |     |     |
|                 |    |                               |     |     |
| P               | 1  | Thomas N'Kono                 |     |     |
| D               | 2  | Job                           |     |     |
| D               | 6  | José María Gallart            |     |     |
| D               | 4  | Miguel Ángel García Domínguez | 65’ |     |
| D               | 5  | Santiago Urquiaga             | 90’ |     |
| C               | 9  | Iñaki                         |     |     |
| C               | 7  | Diego Orejuela                |     | 66’ |
| C               | 8  | Joan Golobart                 |     | 75’ |
| C               | 3  | Miquel Soler                  |     |     |
| A               | 10 | Pichi Alonso                  |     |     |
| A               | 11 | Sebastián Losada              |     |     |
| Sostituzioni:   |    |                               |     |     |
| C               | 12 | Javier Zubillaga              |     | 66’ |
| C               | 14 | Manuel Zúñiga                 |     | 73’ |
| Allenatore:     |    |                               |     |     |
| Javier Clemente |    |                               |     |     |